# Mark Chamberlain
Pour les articles homonymes, voir Chamberlain.
Mark Chamberlain, né le 19 novembre 1961 à Stoke-on-Trent (Angleterre), est un footballeur anglais, qui évoluait au poste d'ailier à Stoke City et en équipe d'Angleterre. Il est le père du joueur de Beşiktaş Alex Oxlade-Chamberlain, joueur notamment passé par Arsenal et Liverpool.
Chamberlain a marqué un but lors de ses huit sélections avec l'équipe d'Angleterre entre 1982 et 1984.

## Carrière de joueur
- 1978-1982 : Port Vale
- 1982-1985 : Stoke City
- 1985-1988 : Sheffield Wednesday
- 1988-1994 : Portsmouth
- 1994-1995 : Brighton and Hove Albion
- 1995-1997 : Exeter City
- 1997-1998 : Fareham Town  [1]

## Palmarès

### En équipe nationale
- 8 sélections et 1 but avec l'équipe d'Angleterre en 1982 et 1984.

## Carrière d'entraîneur
- 1997-1998 : Fareham Town
- 2008 : Timor oriental  (Adjoint)
- 2008 : Portsmouth  (Coach)